# Битва при Порфіріоні
Битва при Порфіріоні — битва на східному узбережжі Середземного моря у Фінікії під час Четвертої Сирійської війни Селевкидів та Птолемеїв.
Оговтавшись після минулорічного вторгнення Селевкидів у Келесирію і зради начальників Тіра та Птолемаїди, Єгипет спорядив армію під командуванням Ніколая. Останній здобув Порфіріон (зараз Хан-Набі-Юніс) на узбережжі Фінікії між Беритом та Сідоном і приготувався зустріти тут армію супротивника, котра поверталась на театр військових дій після перебування на зимових квартирах. Рухаючись із Сирії, військо Селевкидів під командуванням самого царя Антіоха III перевалило через приморські гори та вийшло на середземноморське узбережжя моря біля Маратоса (Амріта), після чого рушило на південь уздовж обернених до моря західних схилів Ліванського хребта. Паралельно йому по морю йшов флот під командуванням Діогнета.
Ніколай зайняв своїми загонами кряж, що тягнувся від хребта майже до самого моря, при цьому й без того гарні позиції він підсилив спорудами. Стійкість його обороні надавав флот під командуванням Перигена (тридцять палубних кораблів прикривали приморський фланг).
Оглянувши позиції ворога, Антіох III залишив у таборі важкоозброєних, а сам з іншими загонами вирушив уперед. Перед кряжем він розділив військо на три частини, надавши начальство над ними Теодоту, Менедему та Діоклу, при цьому перший повинен був діяти на лівому фланзі, там де кряж відходить від Ліванського хребта. Сам цар розмістився в центрі за Менедемом, а загін Діокла спрямували уздовж моря.
З початком битви первісно перевага була на боці Ніколая, воїни якого використовували можливості укріпленої місцевості. Втім, невдовзі загін Теодота зміг відкинути своїх супротивників та, оскільки він рухався на найвищу точку кряжу, вдарив на інші загони Ніколая з висот. Як наслідок, останні почали відступ, котрий перейшов у панічну втечу, під час якої було вбито біля двох тисяч воїнів Птолемея та не менше число взято у полон. Втім, інші змогли відступити у Сідон, котрий, осаджений тепер великою залогою та забезпечений раніше припасами, Антіох не наважився штурмувати.
Поки йшла битва на суші, в морі також зіткнулись ескадри Перигена та Діогнета. Оскільки кількість та характеристики їх кораблів були приблизно рівними, боротьба точилась без надбання ким-небудь переваги. Коли ж на суходолі війська Птолемеїв зазнали поразки, кораблі Перигнета також відступили до Сідона.